# NGC 7105
NGC 7105 est une galaxie lenticulaire barrée située dans la constellation du Capricorne. Sa vitesse par rapport au fond diffus cosmologique est de 5 323 ± 43 km/s, ce qui correspond à une distance de Hubble de 78,5 ± 5,6 Mpc (∼256 millions d'al). NGC 7105 a été découverte par l'astronome américain Francis Leavenworth en 1885.
À ce jour, une mesure non basée sur le décalage vers le rouge (redshift) donne une distance d'environ 56,600 Mpc (∼185 millions d'al). Cette valeur est à l'extérieur des valeurs de la distance de Hubble. Notons que c'est avec la valeur moyenne des mesures indépendantes, lorsqu'elles existent, que la base de données NASA/IPAC calcule le diamètre d'une galaxie et qu'en conséquence le diamètre de NGC 7105 pourrait être d'environ 35,7 kpc (∼116 000 al) si on utilisait la distance de Hubble pour le calculer.
Note: la requête NGC 7105 sur la base de données Simbad retourne « Identifier not found in the database : NGC 7105 ». Pour obtenir les données de NGC 7105, il faut utiliser la requête PGC 67181. Selon Simbad, celle-ci est une galaxie à noyau actif.